# Parafia Podwyższenia Krzyża Świętego w Lisewie
Parafia Podwyższenia Krzyża Świętego w Lisewie – parafia rzymskokatolicka w diecezji toruńskiej, w dekanacie Chełmno, z siedzibą w Lisewie.

## Historia
- Parafia powstała w XIII wieku. Do najbardziej znaczących proboszczów parafii należeli Jan Kanty Dąbrowski (1826-1836)[1], późniejszy biskup pomocniczy poznański, oraz Stanisław Macharski.

## Grupy parafialne
- Akcja Katolicka, Katolickie Stowarzyszenie Młodzieży, Zespół Charytatywny, Żywy Różaniec, Stowarzyszenie Rodzin Katolickich, Towarzystwo Przyjaciół Seminarium Duchownego, Chór parafialny, Schola dziecięca, Zespół charytatywny, Szkolne Koła Caritas, Ognisko Misyjne

## Miejscowości należące do parafii
- Bielawy, Błachta, Chrusty, Drzonowo, Firlus, Kornatowo Stare, Kornatowo, Lipienek, Malankowo, Krusin, Mgoszcz Wyb., Mgoszcz, Pniewite, Lisewo